# Ивлев, Иван Андриянович
Иван Андриянович Ивлев — советский хозяйственный, государственный и политический деятель.

## Биография
Окончил Воронежское медицинское училище (1959), экономический факультет Воронежского сельскохозяйственного института (1967), Ростовскую Высшую партийную школу при Центральном Комитете КПСС (1980).
В 1967—1997 годах — главный агроном колхоза «Заря коммунизма», главный агроном колхоза «Красный путиловец», главный агроном производственного управления сельского хозяйства Подгоренского районного исполнительного комитета, заместитель председателя Подгоренского райисполкома, 2-й секретарь Подгоренского райкома КПСС, председатель Подгоренского, затем Лискинского райисполкомов, 1-й секретарь Георгиу-Дежского городского комитета КПСС, секретарь Воронежского областного комитета КПС, председатель Воронежского областного исполнительного комитета, председатель комитета по приоритетным направлениям агропромышленного комплекса Верховного Совета Российской Федерации, заместитель торгового представителя Российской Федерации в Республике Йемен, генеральный директор ЗАО «Воронежроссемена».
Делегат XXVII съезда КПСС.
Народный депутат России от Воронежской области (1990).